# Myosotisnunatak
Myosotisnunatak är en nunatak i Antarktis. Den ligger i Östantarktis. Nya Zeeland gör anspråk på området. Toppen på Myosotisnunatak är 2 004 meter över havet.
Terrängen runt Myosotisnunatak är platt åt nordost, men åt sydväst är den kuperad. Trakten är obefolkad. Det finns inga samhällen i närheten.